# Juan Jover
Juan José Clemente Jover Sañés (Barcellona, 23 novembre 1903 – Sitges, 28 giugno 1960) è stato un pilota automobilistico spagnolo.
Noto gentleman driver, fu assieme a Paco Godia fu il primo pilota spagnolo in Formula 1.
Rimase gravemente ferito prima della 24 Ore di Le Mans 1953 e dovette abbandonare l'automobilismo ad alto livello. Morì in un incidente stradale nel 1960.

## Carriera

### Gli inizi
Juan Jover nacque in una ricca famiglia spagnola nel 1903. Grazie al denaro a sua disposizione poté permettersi di iniziare la sua carriera di pilota, concentrandosi prima sulle due ruote e successivamente sull'automobilismo. Esordì in una gara locale nel 1923 come motociclista e, dopo la seconda guerra mondiale, prese parte a diverse corse automobilistiche in tutto il continente europeo. Nel 1949 giunse secondo alla 24 Ore di Le Mans in coppia con Henri Louveau, risultato che ripeté pochi mesi più tardi alla 24 Ore di Spa.

### Formula 1
Nel 1951 fece il proprio esordio in Formula 1 prendendo parte al Gran Premio di Spagna. Dopo essersi qualificato diciottesimo non riuscì a prendere il via della corsa, molto probabilmente per un guasto al motore. Questa rappresentò l'unica apparizione di Jover nella massima serie automobilistica.

#### Risultati completi
| 1951 | Scuderia        | Vettura       |  |  |  |  |  |  |  |    | Punti | Pos. |
| ---- | --------------- | ------------- |  |  |  |  |  |  |  | -- | ----- | ---- |
| 1951 | Scuderia Milano | Maserati 4CLT |  |  |  |  |  |  |  | NP | 0     |      |

| Legenda | 1º posto     | 2º posto | 3º posto    | A punti         | Senza punti/Non class.  | Grassetto – Pole position Corsivo – Giro più veloce |
| Legenda | Squalificato | Ritirato | Non partito | Non qualificato | Solo prove/Terzo pilota | Grassetto – Pole position Corsivo – Giro più veloce |

### Dopo la Formula 1
Dopo il 1951 Jover si dedicò soprattutto a gare con vetture sport o di Formula 2. Nel 1953 ottenne un secondo posto in una gara in salita in Spagna, ma alcuni mesi dopo fu protagonista di un grave incidente durante le prove della 24 Ore di Le Mans. A oltre 200 chilometri orari, a causa di un suo errore di valutazione, colpì una barriera e venne sbalzato fuori dalla sua vettura. Riportò fratture multiple alla gamba sinistra di cui rischiò l'amputazione, che venne evitata grazie all'intervento del medico Soler-Roig. Questo incidente pose di fatto termine alla sua carriera di pilota ad alto livello. Passò infatti un anno a svolgere riabilitazione, tornò solo alla fine del 1954 alle corse. Negli anni seguenti vinse alcuni eventi locali, tra cui La Rabassada (gara in salita spagnola) nel 1958.
Morì in un incidente stradale, avvenuto per cause non ancora del tutto chiare, nel 1960. In suo onore, dal 1963 al 1968, venne disputato il Trofeo Juan Jover, gara valida per il campionato di Formula 2.